# Power Rangers Zeo
Power Rangers Zeo è la seconda serie dedicata ai Power Rangers. È il proseguimento della famosa serie originale Mighty Morphin Power Rangers ed è basata sulla serie tv giapponese Chouriki Sentai Ohranger.

## Trama
I Ranger si recano al Centro di Comando distrutto e vi trovano lo Zeo Crystal intatto. Poco dopo averlo preso, precipitano in una voragine che si rivelerà essere un accesso alla Sala del Potere (Power Chamber), dove Zordon e Alpha 5 li stanno aspettando.
Tramite il potere dello Zeo Crystal, diviso in 5 parti, i Ranger ottengono nuovi poteri. Billy, l'originario Blue Ranger, decide però di restare in disparte e di rinunciare ad essere un Ranger, lasciando a Tanya il cristallo giallo e fungendo da supporto alla Sala del Potere. Tanya diventa quindi lo Zeo Ranger 2 (Yellow).
Mentre si celebra l'apparente sconfitta dei Ranger, il palazzo di Rita e Zedd viene attaccato dal Machine Empire (una gigantesca colonia spaziale meccanica abitata da crudeli esseri robotici) regnata da King Mondo, che costringe Zedd e Rita a ritirarsi momentaneamente sulla galassia M-51 da Master Vile, il padre di Rita. I Ranger vengono così a sapere della nuova minaccia e decidono di usare i loro poteri contro gli abitanti della Machine Empire. In loro aiuto interviene un misterioso Ranger che indossa un'armatura dorata simile a quella del Green Mighty Morphin Power Ranger.
All'inizio i Ranger sospettano che si tratti di Billy, ma il nuovo alleato si rivela essere Trey di Triforia, principe del pianeta e Gold Ranger.
Indebolito dal viaggio verso la Terra, Trey cerca di passare i suoi poteri a Billy, il quale non riesce però ad acquisirli a causa delle radiazioni negative assorbite dopo l'esplosione del Centro di Comando.
Interviene quindi Jason, il primo Red Morphin Ranger, che prende in prestito i poteri di Trey diventando a sua volta il Gold Ranger.
Ma i poteri del Ranger dorato consumano la vita di Jason, che si vede costretto a restituirli a Trey, in modo che questi possa salvare il suo pianeta e la sua vita. Billy decide di andare anche lui su Aquitar con Cestria.
Poco dopo la loro partenza, Rita e Zedd ritornano e distruggono la Machine Empire sconfiggendo i leader ma decidono di prendersi una vacanza anziché ricominciare i piani di conquista della Terra. Questo causerà l'arrivo di un nuovo nemico dei Power Ranger: Divatox, la piratessa spaziale.

## Episodi
| Stagione       | Episodi | Prima TV USA   | Prima TV Italia  |
| -------------- | ------- | -------------- | ---------------- |
| Prima stagione | 50      | 20 aprile 1996 | 27 novembre 1996 |

## Personaggi e interpreti
- Thomas "Tommy" Oliver, interpretato da Jason David Frank, doppiato da Gabriele Calindri.
Zeo Ranger V-Red. Ex-Green Ranger e White Ranger, è il leader del gruppo e possessore del Red Battlezord. Come Red Ranger Tommy ha la visiera a forma di stella. Oltre al Red Battlezord possiede il ZeoZord5-Phoenix (basato sulla fenice) e il Super Zeozord 5. È onorevole, coraggioso e di gran cuore, sempre disposto a farsi avanti per le persone a cui tiene. Con il passare del tempo, dopo avere rotto la sua relazione con Kimberly Ann Hart, la prima Pink Ranger, sviluppa una relazione con Kat.
- Adam Park, interpretato da Johnny Yong Bosch, doppiato da Patrizio Prata.
Zeo Ranger IV-Green. Ragazzo timido e attratto dal mondo spirituale, fu in passato il secondo Black Ranger della squadra originale. Guida il Zeozord 4 (basato sul Minotauro).
- Rocky DeSantos, interpretato da Steve Cardenas, doppiato da Gualtiero Scola.
Zeo Ranger III-Blue. Ex secondo Mighty Morphin Red Ranger, guida il Zeozord 3 (basato sulla Sfinge)
- Tanya Sloan, interpretata da Nakia Burrise, doppiata da Cinzia Massironi.
Zeo Ranger II-Yellow. Sostituirà la seconda Yellow Ranger Aisha Campbell. Guida il Zeozord 2
- Katherine "Kat" Hillard, interpretata da Catherine Sutherland, doppiata da Elisabetta Spinelli.
Zeo Ranger I-Pink. Ex seconda Mighty Morphin Pink Ranger, guida il Zeozord 1
- Jason Lee Scott, interpretato da Austin St. John, doppiato da Luca Bottale.
Gold Zeo Ranger.

## Zord
I Power Ranger Zeo utilizzano gli Zeo Zord, basati su monumenti antichi (escluso il 4 e il 5).
Essi sono :
- Zeo Zord 1 = uno zord moai (le costruzioni sull'Isola di Pasqua) pilotato da Katherine.
- Zeo Zord 2 = uno zord dogu pilotato da Tanya.
- Zeo Zord 3 = uno zord sfinge pilotata da Rocky.
- Zeo Zord 4 = uno zord toro pilotato da Adam.
- Zeo Zord 5 = uno zord fenice pilotato da Tommy.
- Red Battlezord = uno zord umanoide rosso controllato telepaticamente da Tommy.

In seguito Trey di Triforia ha donato ai Ranger i Super Zeo Zord, tutti di aspetto umanoide.
Inoltre Trey ha donato a Jason la sua astronave/Zord Pyramidas (basato appunto su una piramide) e la ruota zord Warrior Wheel.
Megazord:
Gli Zeo Zord si possono combinare nello Zeo Megazord diventando rispettivamente: lo Zeo Zord 1 il piede destro, il 2 il piede sinistro, il 3 il corpo e le braccia, il 4 la vita e la parte superiore delle gambe e il 5 la testa. 

Il Megazord può cambiare il suo elmo per avere armi diverse: quando questo è formato dal cannone del Zeo Zord 1 ottiene un'arma da fuoco, quando invece è formato dalla parte superiore del 2 può volare, quando dall'elmo del tre diventa più veloce, quando diventa le corna del 4 diventa più forte e infine quando la parte inferiore del 5 lo forma ottiene una spada. Il Zeo Megazord si può unire al Red Battlezord per formare il Mega Red Battlezord. Anche i Super Zeo Zord si possono unire formando il Super Zeo Megazord con il Super Zeo Zord 1 che diventa le gambe, il 2 che forma braccia e testa, il 3 diventa la vita, mentre il 4 e il 5 si fondono per diventare il corpo.

Pyramidas può trasformarsi in una piattaforma cavalcabile dagli Zeo Zord e dal Red Battlezord, oppure assumere forma umanoide facendo entrare al suo interno lo Zeo o il Super Zeo Megazord insieme al Red Battlezord per formare lo Zeo Ultrazord.
Infine anche Warrior Wheel può diventare uno zord umanoide.

## Home video
Dal 2000 vengono editati in DVD dalla Exa Cinema i primi venticinque episodi, messi in seguito in cofanetto.

## Videogioco
Un videogioco ispirato alla serie, Power Rangers Zeo: Battle Racers, è stato pubblicato per SNES nel 1996.